# Butoniga-patak

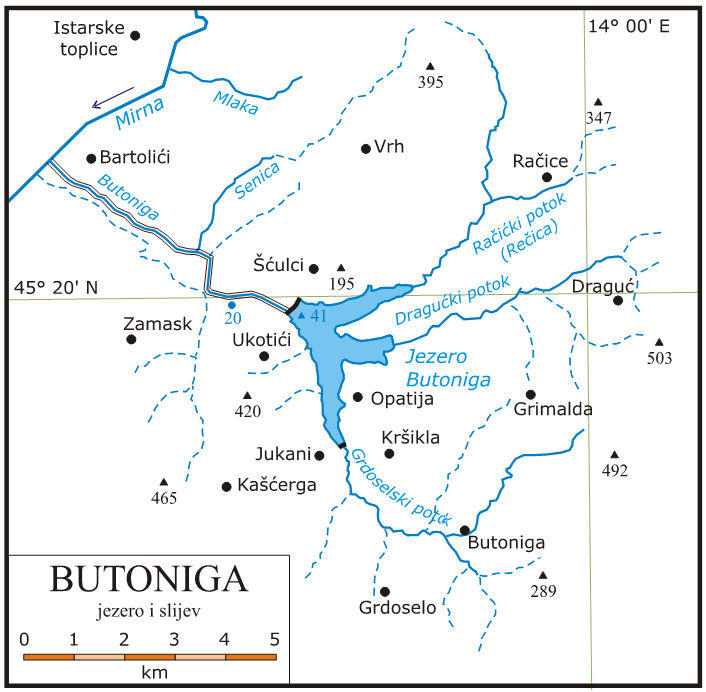
A Butoniga-víztározó és környéke

A Butoniga (olaszul: Botonega) egy patak és mesterséges víztározó Horvátországban az Isztriai-félsziget területén. A Butoniga-patak a Mirna mellékvize.

## Leírása
A Butoniga mellékvizei a Račica-, a Dragućki- és a Grdoselski-patakok. Hosszúsága 40 km, és teljes hosszúságában helyenként időszakos vízesések sorával több, mint 350 m tengerszint feletti magasságból zúdul le a Buzettól délre található flislejtőkön.
A Butoniga felső folyásán, a patak mirnai torkolatától távol eső völgyrészben a biztonságosabb árvízvédelem érdekében 1988-ban gátat építettek, amely egyrészt az árvizektől véd, másrészt nyáron az Isztria öntözéshez való vízellátását szolgálja. A gát koronahossza több, mint 550 m, legnagyobb tengerszint feletti magassága 44,7 m, a túlfolyó magassága 41,0 m, a felhalmozódott víz hasznos térfogata 19,5 millió m3 körül van. Vízgyűjtő területe több, mint 70 km2, melyen belül az átlagos éves csapadékmennyiség 500 mm-nél több. Záporesőben a lejtők meredek oldalain a flis talaj eróziója nagyobb volt a vártnál, ezért Jukoni település közelében, 150 m tengerszint feletti magasságban egy másik gátat építettek. A Butoniga rendszerből származó vizet Pazin, Poreč és Rovinj vízfogyasztói számára osztják el. A vízellátási kapacitás 1000 l/s. A meglévő településekből és a tározó vonzáskörzetében lévő szántóföldekből származó szennyvíz coli baktériumokkal való szennyeződése nagy veszélyt jelent a vízellátásra. 